# Uwe Koch (Leichtathlet)

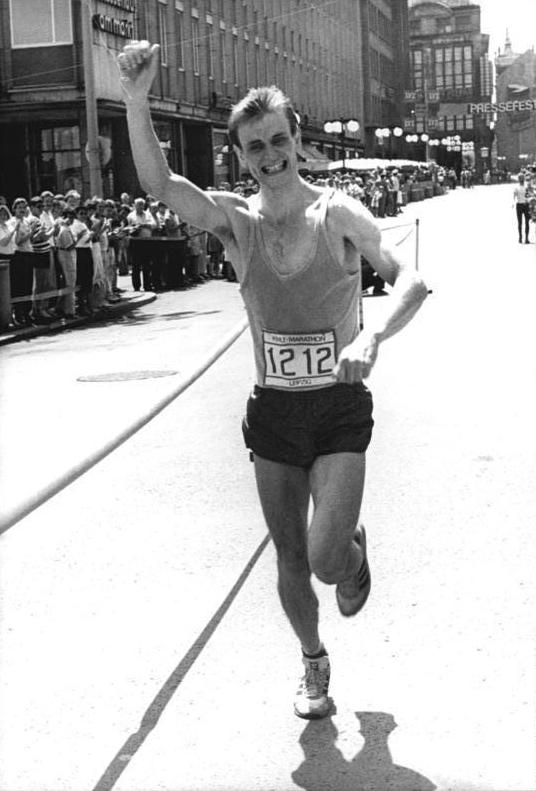
Uwe Koch bei seinem Sieg in Leipzig 1986

Uwe Koch (* 23. Juni 1961) ist ein ehemaliger deutscher Marathonläufer.
1986 wurde er bei seinem Debüt über die 42,195-km-Distanz als Gesamtsieger des Leipzig-Marathons Marathonmeister der DDR. 
1987 wurde er Vierter bei der im Rahmen des Leipzig-Marathons ausgetragenen DDR-Meisterschaft, lief als Zweiter beim Marathon von Berlin-Grünau die drittschnellste Zeit des Jahres in der DDR und kam beim Fukuoka-Marathon auf den 29. Platz. 
Beim Europacup-Marathon 1988 lief er auf dem 21. Rang ein, und 1989 belegte er beim IAAF-Weltcup-Marathon den 18. Platz. 1990 und 1992 wurde er jeweils Vierter beim München-Marathon. 
Uwe Koch startete für den ASK Vorwärts Potsdam und den Racing Club Berlin.

## Persönliche Bestzeiten
- 10.000 m: 28:59,55 min, 31. Mai 1986, Jena
- Marathon: 2:14:08 h, 12. September 1987, Berlin